# Lastovce
Lastovce (ungarisch Lasztóc) ist eine Gemeinde im Osten der Slowakei mit 1275 Einwohnern (Stand 31. Dezember 2024), die zum Okres Trebišov, einem Kreis des Košický kraj, gehört. Sie ist Teil der traditionellen Landschaft Zemplín.

## Geographie
Die Gemeinde befindet sich im südwestlichen Teil des Ostslowakischen Tieflands nahe dem Flüsschen Roňava sowie der slowakisch-ungarischen Staatsgrenze.  Das Ortszentrum liegt auf einer Höhe von 175 m n.m. und ist 20 Kilometer von Trebišov entfernt.
Nachbargemeinden sind Nižný Žipov und Stanča im Norden, Zemplínska Nová Ves (Ortsteil Zemplínsky Klečenov) im Nordosten, Veľaty im Osten, Michaľany im Süden, Kazimír im Westen sowie Brezina und Kuzmice im Nordwesten.

## Geschichte
Lastovce wurde zum ersten Mal 1266 als Loztouch schriftlich erwähnt und war im Laufe der Jahrhunderte Besitz des niederen Adels, wie zum Beispiel Szirmay und Kacinczy im 18. Jahrhundert. 1787 hatte die Ortschaft 127 Häuser und 878 Einwohner, 1828 zählte man 138 Häuser und 1008 Einwohner, die als Landwirte beschäftigt waren. Einige Einwohner nahmen am Ostslowakischen Bauernaufstand von 1831 teil, zwischen 1890 und 1900 wanderten viele Einwohner aus.
Bis 1918/1919 gehörte der im Komitat Semplin liegende Ort zum Königreich Ungarn und kam danach zur Tschechoslowakei beziehungsweise heute Slowakei.

## Bevölkerung
| Jahr                | 1994 | 2004     | 2014    | 2024     |
| ------------------- | ---- | -------- | ------- | -------- |
| Anzahl der Personen | 865  | 1060     | 1147    | 1275     |
| Unterschied         |      | +22,54 % | +8,20 % | +11,15 % |

| Jahr                | 2023 | 2024    |
| ------------------- | ---- | ------- |
| Anzahl der Personen | 1274 | 1275    |
| Unterschied         |      | +0,07 % |

Nach der Volkszählung 2011 wohnten in Lastovce 1096 Einwohner, davon 958 Slowaken, 37 Roma, drei Ukrainer, zwei Tschechen und ein Magyare. 95 Einwohner machten keine Angabe zur Ethnie. 
735 Einwohner bekannten sich zur römisch-katholischen Kirche, 195 Einwohner zur griechisch-katholischen Kirche, 38 Einwohner zur reformierten Kirche, drei Einwohner zu den Zeugen Jehovas sowie jeweils zwei Einwohner zur Evangelischen Kirche A. B. und zur Pfingstbewegung und ein Einwohner zur orthodoxen Kirche. 23 Einwohner waren konfessionslos und bei 93 Einwohnern wurde die Konfession nicht ermittelt.

## Bauwerke
- reformierte Kirche aus dem Jahr 1795
- griechisch-katholische Kirche Mariä Himmelfahrt aus dem Jahr 1833
- römisch-katholische Erzengel-Michael-Kirche im spätklassizistischen Stil aus dem Jahr 1866
- Landschloss im spätbarocken Stil